# PSG Dynamo Brandenburg Mitte
Die PSG Dynamo Brandenburg Mitte ist ein Sportverein in der Stadt Brandenburg an der Havel. Der Verein wurde 1963 als SG Dynamo Brandenburg-West gegründet. 1990 wurde die Sportgemeinschaft in Polizeisportgemeinschaft umbenannt und aus West wurde Mitte. Der Verein bietet Judo und Sumo an und gliedert sich in drei Abteilungen. Daneben kann auch Ju-Jutsu trainiert werden. Die ehemalige Handballabteilung des Vereins gliederte sich nach der Wende in der DDR aus und gründete den SV 63 Brandenburg-West.

## Judo
Bereits zur Zeit der DDR gehörte die damalige SG Dynamo zu den Spitzensportvereinen im Judo und gewann bei nationalen Meisterschaften diverse Gold-, Silber- und Bronzemedaillen. Mehrere Dynamosportlerinnen gewannen die DDR-Meisterschaft. So wurde Beate Huth zwischen 1975 und 1979 fünfmal in Folge DDR-Meisterin im Leichtgewicht, ehe sie zur BSG Medizin Erfurt wechselte, wo sie weitere zwei Meisterschaften gewann. Ann-Kathrin Zuckschwerdt gewann 1977 und 1978 im Halbschwergewicht der Damen und 1979 Riechers in der gleichen Gewichtsklasse. Das Halbschwergewichte der Damen entwickelte sich zu einer Domäne der SG Dynamo Brandenburg-West, denn 1983, 1986 und 1987 gewann mit Röse abermals eine Sportlerin diese Gewichtsklasse. Im Halbmittelgewicht gewann Rietz 1980. Jana Perlberg wurde bei der SG Dynamo aktiv im Superleichtgewicht 1984 und 1986 bis 1988 viermal DDR-Meisterin. Perlberg wechselte anschließend zum SC Dynamo Hoppegarten und zum SC Berlin, wo sie weitere Titel errang. 1993 wurde sie Europameisterin.
Seit 1995 kämpfte die erste Damenmannschaft Dynamo Brandenburgs in der Judo-Bundesliga und gehörte viele Jahre zu den Spitzenmannschaften im deutschen Frauenjudo. So konnten die Damen in den Jahren 1999, 2006, 2009 und 2011 jeweils die Deutsche Mannschaftsmeisterschaft gewinnen. Darüber hinaus wurde Brandenburg 2004, 2007 und 2013 Vizemeister und gewann in den Jahren 1997, 2000, 2001, 2003, 2008 und 2012 als Drittplatzierte die Bronzemedaillen. Bekannte Sportlerin Brandenburgs dieser Zeit war die Judoeuropameisterin, Sumoweltmeisterin und mehrfache Deutsche Meisterin Sandra Köppen-Zuckschwerdt, die bis zur Saison 2008 für die PSG Dynamo kämpfte und seither als Trainerin aktiv ist. 2015 meldete die PSG Dynamo Brandenburg Mitte nach 22 Jahren ihre Mannschaft aus der Judobundesliga ab.
Die Herrenmannschaft von Dynamo Brandenburg Mitte tritt in der Regionalliga Nord-Ost an. Trainer der PSG Dynamo Brandenburg Mitte sind unter anderem die Brüder Detlev und Wolfgang Zuckschwerdt. Wolfgang Zuckschwerdt fungiert auch als Geschäftsführer der PSG Dynamo Brandenburg Mitte.